# 格里尼奥
格里尼奥（義大利語：Grigno），是意大利特伦托自治省的一个市镇。总面积46平方公里，人口2329人，人口密度50.6人/平方公里（2009年）。ISTAT代码为022095。